# آرشي روبرتس
آرشي روبرتس (بالإنجليزية: Archie Roberts)‏ هو لاعب كرة قدم أمريكية أمريكي، ولد في 4 نوفمبر 1942 في هوليوك في الولايات المتحدة.

## وصلات خارجية
- آرشي روبرتس على موقع كلية كرة السلة في سبورتس رفرنس.كوم (الإنجليزية)
- آرشي روبرتس على موقع مرجع كرة القدم المحترفة.كوم (الإنجليزية)